# Division 1 Féminine 2013-2014
La Division 1 Féminine 2013-2014 è stata la 40ª edizione della massima divisione del campionato francese femminile di calcio. Il campionato è iniziato il 1º settembre 2013 e si è concluso il 1º giugno 2014. L'Olympique Lione ha vinto il campionato per l'ottavo anno consecutivo. Capocannoniere del torneo è stata Gaëtane Thiney (FCF Juvisy) con 25 reti realizzate.

## Stagione

### Novità
Dalla Division 1 Féminine 2012-2013 sono stati retrocessi in Division 2 Féminine il Tolosa, l'Issy-les-Moulineaux e il Vendenheim. Dalla Division 2 Féminine sono stati promossi l'Hénin-Beaumont, il Soyaux e il Muret.

### Formato
Le 12 squadre si affrontano in un girone all'italiana con partite di andata e ritorno, per un totale di 22 giornate. La squadra prima classificata è campione di Francia, mentre le ultime tre classificate retrocedono in Division 2. Le prime due classificate sono ammesse alla UEFA Women's Champions League.

## Squadre partecipanti
| Club                | Stagione | Città           | Stadio                  | Stagione precedente             |
| ------------------- | -------- | --------------- | ----------------------- | ------------------------------- |
| Arras               | dettagli | Arras           | Stadio Degouve-Brabant  | 9º posto in Division 1          |
| Guingamp            | dettagli | Guingamp        | Stadio Fred Aubert      | 7º posto in Division 1          |
| Hénin-Beaumont      | dettagli | Hénin-Beaumont  | Stadio Octave-Birembaut | 1º posto in Division 2 gruppo A |
| FCF Juvisy          | dettagli | Juvisy-sur-Orge | Stadio Georges Maquin   | 3º posto in Division 1          |
| Montpellier         | dettagli | Montpellier     | Stadio Jules Rimet      | 4º posto in Division 1          |
| Muret               | dettagli | Muret           | Stadio Clément-Ader     | 1º posto in Division 2 gruppo C |
| Olympique Lione     | dettagli | Lione           | Stade de Gerland        | Campione di Francia             |
| Paris Saint-Germain | dettagli | Parigi          | Stadio Charléty         | 2º posto in Division 1          |
| Rodez               | dettagli | Rodez           | Stadio Paul Lignon      | 8º posto in Division 1          |
| Saint-Étienne       | dettagli | Saint-Étienne   | Stadio Léon Nautin      | 6º posto in Division 1          |
| Soyaux              | dettagli | Soyaux          | Stadio Léo Lagrange     | 1º posto in Division 2 gruppo B |
| Yzeure              | dettagli | Yzeure          | Stadio de Bellevue      | 5º posto in Division 1          |

## Classifica finale
|  | Pos. | Squadra             | Pt | G  | V  | N | P  | GF | GS  | DR   |
|  | ---- | ------------------- | -- | -- | -- | - | -- | -- | --- | ---- |
|  | 1.   | Olympique Lione     | 85 | 22 | 21 | 0 | 1  | 95 | 12  | +83  |
|  | 2.   | Paris Saint-Germain | 78 | 22 | 18 | 2 | 2  | 81 | 10  | +71  |
|  | 3.   | FCF Juvisy          | 77 | 22 | 18 | 1 | 3  | 64 | 24  | +40  |
|  | 4.   | Montpellier         | 68 | 22 | 15 | 1 | 6  | 67 | 20  | +47  |
|  | 5.   | Guingamp            | 49 | 22 | 7  | 6 | 9  | 29 | 43  | -14  |
|  | 6.   | Soyaux              | 47 | 22 | 7  | 4 | 11 | 32 | 49  | -17  |
|  | 7.   | Rodez               | 45 | 22 | 6  | 5 | 11 | 29 | 46  | -17  |
|  | 8.   | Arras               | 44 | 22 | 6  | 4 | 12 | 27 | 56  | -29  |
|  | 9.   | Saint-Étienne       | 43 | 22 | 5  | 6 | 11 | 23 | 35  | -12  |
|  | 10.  | Hénin-Beaumont      | 43 | 22 | 5  | 6 | 11 | 27 | 56  | -29  |
|  | 11.  | Yzeure              | 39 | 22 | 5  | 2 | 15 | 19 | 41  | -22  |
|  | 12.  | Muret (-3)          | 20 | 22 | 0  | 1 | 21 | 8  | 109 | -101 |

Legenda:
      Campione di Francia e ammessa alla UEFA Women's Champions League 2014-2015.
      Ammessa alla UEFA Women's Champions League 2014-2015.
      Retrocesse in Division 2.
Note:
Quattro punti a vittoria, due a pareggio, uno a sconfitta.
Il Muret ha scontato 3 punti di penalizzazione.

## Risultati

### Tabellone
|                | Arr  | Gui  | Hén  | Juv  | Mon  | Mur  | Oly  | PSG  | Rod  | Sai  | Soy  | Yze  |
| -------------- | ---- | ---- | ---- | ---- | ---- | ---- | ---- | ---- | ---- | ---- | ---- | ---- |
| Arras          | –––– | 0-0  | 0-1  | 2-3  | 1-3  | 2-2  | 2-11 | 1-6  | 1-0  | 1-0  | 3-0  | 2-0  |
| Guingamp       | 3-2  | –––– | 4-1  | 2-6  | 1-2  | 5-1  | 1-5  | 0-6  | 0-0  | 0-3  | 1-0  | 1-1  |
| Hénin-Beaumont | 2-2  | 1-1  | –––– | 2-4  | 0-3  | 7-0  | 0-4  | 0-1  | 0-4  | 0-3  | 1-1  | 3-0  |
| Juvisy         | 2-0  | 2-1  | 3-0  | –––– | 2-1  | 4-0  | 0-4  | 2-2  | 3-1  | 2-1  | 1-2  | 1-0  |
| Montpellier    | 7-1  | 2-0  | 4-0  | 1-2  | –––– | 5-0  | 1-4  | 1-2  | 8-1  | 3-1  | 2-0  | 4-0  |
| Muret          | 0-1  | 0-3  | 1-5  | 0-10 | 0-6  | –––– | 0-7  | 0-9  | 1-6  | 0-4  | 1-7  | 0-3  |
| O. Lione       | 3-2  | 5-0  | 7-0  | 3-0  | 2-1  | 10-1 | –––– | 0-1  | 4-0  | 4-1  | 5-0  | 1-0  |
| Paris SG       | 3-0  | 4-0  | 11-0 | 0-1  | 2-0  | 4-0  | 0-3  | –––– | 7-0  | 5-0  | 6-0  | 4-0  |
| Rodez          | 1-2  | 0-0  | 1-1  | 1-6  | 0-2  | 2-0  | 1-2  | 0-3  | –––– | 1-1  | 1-1  | 2-0  |
| Saint-Étienne  | 1-1  | 1-1  | 0-0  | 0-3  | 1-1  | 2-0  | 1-5  | 0-0  | 0-2  | –––– | 1-2  | 0-2  |
| Soyaux         | 5-0  | 0-1  | 1-1  | 1-4  | 0-7  | 4-1  | 0-5  | 2-3  | 3-2  | 0-1  | –––– | 1-0  |
| Yzeure         | 3-1  | 1-4  | 1-2  | 0-3  | 0-3  | 3-0  | 0-1  | 0-2  | 1-3  | 2-1  | 2-2  | –––– |

## Statistiche

### Classifica marcatrici
| Gol |  |  | Giocatore         | Squadra         |
| --- |  |  | ----------------- | --------------- |
| 25  |  |  | Gaëtane Thiney    | FCF Juvisy      |
| 24  |  |  | Marie-Laure Delie | Paris SG        |
| 18  |  |  | Josefine Öqvist   | Montpellier     |
| 15  |  |  | Eugénie Le Sommer | Olympique Lione |
| 15  |  |  | Laëtitia Tonazzi  | Olympique Lione |
| 14  |  |  | Lindsey Horan     | Paris SG        |
| 13  |  |  | Camille Abily     | Olympique Lione |
| 12  |  |  | Lotta Schelin     | Olympique Lione |